# صفاء بنوك
صفاء بنوك (مواليد 31 يناير 2000)، هي لاعبة كرة قدم مغربية، تلعب في مركز الهجوم في نادي الجيش الملكي والمنتخب المغربي.

## الإنجازات
الجيش الملكي
- البطولة الوطنية المغربية (1) : 2024
- كأس العرش (2) : 2022، 2023

## وصلات خارجية
- صفاء بنوك على موقع Soccerway.com (الإنجليزية)